# Delirium (film, 2018)
Pour les articles homonymes, voir Delirium.
Pour plus de détails, voir Fiche technique et Distribution.
Delirium est un film américain réalisé par Dennis Iliadis (en), sorti en 2018.

## Synopsis
Après sa sortie d'un hôpital psychiatrique, un homme hérite de la maison de son riche père. Des événements étranges s'y produisent...

## Fiche technique
- Titre : Delirium
- Réalisation : Dennis Iliadis (en)
- Scénario : Adam Alleca
- Musique : Nathan Whitehead
- Photographie : Mihai Malaimare Jr.
- Montage : Timothy Alverson
- Production : Jason Blum, Jennifer Davisson, Leonardo DiCaprio, Michael Hampton, Tim Headington, Graham King et Steven Schneider
- Société de production : Appian Way, Blumhouse Productions et GK Films (en)
- Société de distribution : BH Tilt (États-Unis)
- Pays :  États-Unis
- Genre : Horreur et thriller
- Durée : 96 minutes
- Dates de sortie : 
  - États-Unis : 22 mai 2018 (Internet)

## Distribution
- Topher Grace (VQ : Patrice Dubois): Tom
- Génesis Rodríguez (VQ : Eloisa Cervantes): Lynn
- Patricia Clarkson (VQ : Élise Bertrand) : Brody
- Callan Mulvey (VQ : Jean-François Beaupré): Alex
- Harry Groener : le psychiatre
- Robin Thomas(VQ : Sylvain Hétu) : le père
- Daisy McCrackin : Mother
- Jorge-Luis Pallo : la mère
- Braden Fitzgerald : Tom jeune
- Cody Sullivan : Alex jeune
- Josh Harp : un patient de l'hôpital psychiatrique

 Source et légende : version québécoise (VQ) sur Doublage.qc.ca

## Production
Le titre de travail du film était Home.